# 會計期間
會計期間（英語：accounting period）是由會計人員，假設企業經營的人為期限，區隔而成，對於經濟活動做定期整理、匯存。

## 會計期間分為
- 一個月：以一個月為會計期間，當月月底為決算日期
- 一季：以三個月為會計期間，第三個月的月底為決算日期
- 一年：以十二個月為會計期間，第十二個月的月底為決算日期。